# Sac d'os
Sac d'os (titre original : Bag of Bones) est un roman fantastique écrit par Stephen King et paru en 1998. Dans ce livre, un écrivain ayant perdu sa femme quelques années plus tôt se trouve à la fois confronté à des fantômes hantant sa résidence et à un multimillionnaire qui veut priver une mère de son enfant. Le roman a remporté le prix Locus du meilleur roman d'horreur, le prix Bram Stoker et le prix British Fantasy, ce qui en fait le livre de King ayant gagné le plus de prix littéraires.

## Résumé
Mike Noonan, écrivain à succès originaire de la ville de Derry, souffre du blocage de l'écrivain à la suite de la mort de sa femme Johanna d'une rupture d'anévrisme, quatre ans auparavant. Il fait également des cauchemars qui concernent sa résidence secondaire, Sara Laughs, nommée ainsi d'après Sara Tidwell, une chanteuse de blues afro-américaine du début du XXe siècle, et décide de s'y rendre pour l'été alors qu'il n'y est plus retourné depuis la mort de sa femme. À peine installé, il découvre que Johanna avait fait à son insu plusieurs visites à Sara Laughs. Il fait aussi la connaissance de Mattie, une jeune femme veuve depuis peu, et de sa fille de trois ans, Kyra. Mattie est la belle-fille de Max Devory, l'homme le plus riche et le plus influent de la région, et elle se bat pour conserver la garde de sa fille, que Devory voudrait récupérer.
Agacé par l'agressivité de Max Devory à son encontre, Mike décide de venir en aide à la jeune femme et engage John Storrow, un jeune et brillant avocat de New York, pour s'occuper de l'affaire. Il est aussi très vite confronté à des phénomènes surnaturels : des murmures et des pleurs dans la maison et les lettres aimantées de son frigo qui lui laissent des messages. Il comprend que l'esprit de Johanna hante la maison, et qu'elle tente de communiquer avec lui, mais qu'elle n'est pas la seule, Sara Tidwell hantant aussi les lieux. Mike devient également de plus en plus proche de Mattie et de Kyra. Un soir, il rencontre Max Devory et son assistante, Rogette Whitmore, et tous deux manquent de le tuer. Mike apprend le lendemain que Devory s'est suicidé un peu plus tard dans la nuit. Il découvre aussi que Johanna menait des recherches sur Sara Tidwell et son groupe, qui avaient brusquement quitté la région sans laisser de traces, et met le doigt sur un secret caché depuis plusieurs décennies par différentes familles de la région concernant la mort violente de plusieurs enfants. 
Puisque la mort de Devory clôt la bataille juridique pour la garde de Kyra, Mike, Mattie et Storrow, ainsi qu'un autre avocat et un détective privé qui étaient également sur l'affaire, décident de fêter l'événement. Mais, le barbecue qu'ils organisent se termine tragiquement quand un homme payé par Devory tire sur le groupe, tuant Mattie avant d'être arrêté. Alors qu'une violente tempête se lève, Mike emmène Kyra à Sara Laughs. Sous l'influence de l'esprit de Sara Tidwell, il commence à faire des préparatifs pour noyer la petite fille, mais est tiré de son état second par l'esprit de Johanna.
Mike découvre alors que Sara Tidwell a été violée et assassinée par des habitants de la région (dont un ancêtre de Devory et un des siens) qui ont également tué son fils. Depuis lors, l'esprit de Sara a poussé des descendants de ses meurtriers à assassiner certains de leurs enfants. Pour que l'esprit de Sara repose enfin en paix, il doit détruire ses ossements enterrés non loin, et il parvient finalement à accomplir cette tâche grâce à l'intervention de l'esprit de Johanna. Mais, pendant ce temps, Rogette Whitmore, qui se révèle être en fait la fille de Max Devory, a enlevé Kyra, et Mike se lance à sa poursuite. Il finit par la rattraper et, à l'issue d'un combat au milieu des éléments déchaînés, Rogette disparaît dans le lac. Six mois plus tard, l'épilogue montre que Mike n'arrive toujours pas à écrire mais que sa bataille juridique pour adopter Kyra semble en bonne voie malgré la lenteur de la justice.

## Genèse
Stephen King a commencé l'écriture de ce roman en mai 1997 et l'a terminé en février 1998. Son titre vient d'une expression de l'écrivain Thomas Hardy, pour qui même les personnages de fiction les mieux construits n'étaient que des sacs d'os. Pour le cadre, King s'est inspiré de son lieu de résidence secondaire, à Lovell, au bord du lac Kezar. L'intrigue s'inspire sur certains points de celle du roman Rebecca (1938) de Daphne du Maurier.

## Accueil et distinctions
Le roman est resté vingt semaines sur la New York Times Best Seller list (dont quatre semaines à la première place), y apparaissant le 11 octobre 1998, directement à la première place. Le Publishers Weekly le classe à la troisième place des meilleures ventes de romans sortis en 1998 aux États-Unis.
Il a obtenu des critiques plutôt favorables. Le Publishers Weekly estime que sous cette « classique histoire de fantômes » se cache « l'un des romans les plus accomplis » de l'auteur et certainement celui où il se livre le plus sur le processus créatif. Pour George W. Beahm, cette « histoire d'amour hantée » est un roman ambitieux et riche qui démontre sa maturité en tant qu'écrivain. Jean-Pierre Dufreigne, de L'Express, parle de l'un de « ses plus beaux » romans, dont le début « forme les pages les plus doucement cruelles écrites depuis longtemps sur le mariage et le veuvage » et qui contient « quelques malicieuses vacheries sur les concurrents ». Pour Michel Schneider, du Point, il s'agit de « son plus beau roman », dont « l'écriture est le vrai sujet de l'intrigue ». François Rivière, de Libération, évoque « une diablerie menée de main de maître » dont deux scènes, « parmi les plus saisissantes de toute l'œuvre de King, font de ce livre l'aboutissement de sa carrière ». Pour Jean-Marie Wynants, du Soir, c'est un « grand livre », « angoissant et indispensable » qui « vient gratter l'âme humaine, là où cela fait le plus mal ». Christopher Lehmann-Haupt, du New York Times, est plus contrasté, estimant que l'histoire est impressionnante, avec une tension qui va crescendo, mais que King n'arrive pas à aller au bout de sa démarche sur le sujet abordé des sources de l'inspiration. Et pour Yunah Kim, du San Francisco Chronicle, le livre ne compte pas parmi les meilleurs de l'écrivain, parlant du chagrin avec talent mais étant « plus passionnant qu'il ne méritait de l'être » et au dénouement laissant à désirer. 
En 1999, Sac d'os a remporté le prix Locus du meilleur roman d'horreur, le prix Bram Stoker du meilleur roman et le prix British Fantasy. 

## Liens avec d'autres œuvres de Stephen King
La ville de Derry, évoquée plusieurs fois dans l'œuvre de Stephen King, sert de cadre au début du roman. L'action se déplace ensuite dans l'ouest du Maine, pas très loin de Castle Rock. Ralph Roberts, le personnage principal d'Insomnie, rencontre brièvement Mike Noonan au début du roman, et Joe Plussaj, pharmacien qui apparaît aussi dans Insomnie, est également évoqué. 
L'antagoniste du livre que rédige Mike Noonan durant l'histoire, My Childhood Friend, se nomme Ray Garraty, le personnage principal de Marche ou crève. 
Plus tard, Mike rencontre le shérif de Castle Rock, Norris Ridgewick. Il était l'adjoint de l'ancien shérif, Alan Pangborn, à l'époque des faits relatés dans Bazaar. Ridgewick apprend à Mike que Pangborn et son amie Polly Chalmers ont depuis déménagé dans le New Hampshire. Enfin, l'écrivain Thad Beaumont, personnage principal de La Part des ténèbres, est lui aussi évoqué et on apprend qu'il s'est suicidé depuis les évènements de ce roman.
Il est aussi fait mention à plusieurs reprises de l'auteur William Denbrough, un des personnages principaux du roman Ça, mieux connu sous le surnom de Bill le Bègue.

## Adaptation télévisée
Une adaptation du roman sous forme de mini-série, après avoir connu un certain nombre de difficultés, est finalement tournée à la fin de l'été 2011. Mick Garris est le réalisateur de cette mini-série de 2 heures 35 diffusée en décembre 2011 aux États-Unis. Pierce Brosnan (Mike Noonan), Annabeth Gish (Jo Noonan), Melissa George (Mattie), Anika Noni Rose (Sara Tidwell), William Schallert (Max Devory), Jason Priestley (Marty) et Matt Frewer (Sid Noonan) en sont les acteurs principaux.